# Thomas Wade

Sir Thomas Wade

Sir Thomas Francis Wade (* 25. August 1818 in London; † 31. Juli 1895 in Cambridge) war ein britischer Sinologe und Diplomat. Er war von 1871 bis 1882 britischer Gesandter im Kaiserreich China. Ab 1888 war er Professor für Sinologie an der Universität Cambridge. Auf ihn geht das Wade-Giles-System zur Transkription des Chinesischen zurück.

## Leben und Wirken
Wade war der Sohn eines Offiziers des 42nd (Highland) Regiment of Foot (Black Watch), der 1833–34 Interimsgouverneur der Kapkolonie in Südafrika war. Auch der Sohn schlug zunächst eine Militärkarriere ein. Als Ensign des 42nd (Highland) Regiment of Foot diente er auf den Ionischen Inseln, die damals unter britischem Protektorat standen. Als Lieutenant des 98th (Prince of Wales) Regiment of Foot, das im Ersten Opiumkrieg gegen Qing-China eingesetzt wurde, landete er 1842 in Hongkong.
Ab 1843 fungierte er als Übersetzer für Kantonesisch und ab 1846 als Assistenzsekretär für Chinesisch des Gouverneurs John Francis Davis. Unter dem neuen Gouverneur von Hongkong John Bowring stieg Wade 1855 zum Chinesisch-Sekretär auf. Im Zweiten Opiumkriegs war er ab 1857 Chinesisch-Sekretär des Hochkommissars Lord Elgin und fungierte als Chefunterhändler für den Vertrag von Tianjin (1858). Von Juni 1864 bis November 1865 und erneut von November 1869 bis Juli 1871 war Wade Geschäftsträger der britischen Gesandtschaft in Peking.
Anschließend wurde Wade selbst zum Gesandten des Vereinigten Königreichs im Kaiserreich China ernannt. Diese Position hatte er bis August 1882 inne. Nach dem Mord an dem britischen Diplomaten Augustus Raymond Margary schloss Wade 1876 in Zhifu (Yantai) mit dem chinesischen Minister und Vizekönig Li Hongzhang die sogenannte Chefoo Convention, einen „ungleichen Vertrag“, der den Briten den Zugang zu Yunnan erlaubte und vier weitere Vertragshäfen öffnete.
Nach seiner Rückkehr nach England spendete Wade 1886 der Cambridge University Library 4.304 Bände chinesischer Literatur. Von 1887 bis 1890 war er Präsident der Royal Asiatic Society. 1888 wurde er Professor für Sinologie an der Universität Cambridge. Dort entwickelte er seine Umschrift für Chinesisch, die später von seinem Nachfolger Herbert Giles verfeinert wurde und heute unter dem Namen Wade-Giles bekannt ist.
Wade heiratete 1868 Amelia Herschel, Tochter des Astronomen John Herschel. Er wurde während seiner Zeit als Gesandter als Knight Commander des Order of the Bath (KCB) und 1889 als Knight Grand Cross des Order of St Michael and St George (GCMG) ausgezeichnet. Die Universität Cambridge verlieh ihm 1886 die Ehrendoktorwürde (D.Lit.), das dortige King’s College ernannte ihn 1888 zum Professorial Fellow.